# Anoplodactylus reimerae
Anoplodactylus reimerae är en havsspindelart som beskrevs av Child, C.A. 1979. Anoplodactylus reimerae ingår i släktet Anoplodactylus och familjen Phoxichilidiidae. Inga underarter finns listade i Catalogue of Life.